# Nissan Cabstar (Europa)
Der Nissan Cabstar (Europa-Modell) war ein leichtes Nutzfahrzeug des japanischen Automobilherstellers Nissan.

## Konstruktion und Modellhistorie
Im Gegensatz zu den meisten anderen Fahrzeugen seiner Klasse hatte der Cabstar eine Leiterrahmen-Karosserie, wie sie bei größeren LKW üblich ist. Dadurch ist die Stabilität der Karosserie höher und es sind größere Anhängelasten (bis zu 3,5 t) möglich. Der Cabstar war im Frontlenker-Design konstruiert und das Führerhaus saß direkt auf dem Motor. Da es keine Motorhaube im klassischen Sinn gab, ergab sich eine hohe Wendigkeit und längere Ladefläche bei gleicher Außenlänge.
Ursprünglich war das Modell 1968 als Datsun Cabstar auf dem Markt gekommen, ab 1976 jedoch ein Badge-Engineering-Modell des Nissan Homer. Technisch mit dem Nissan Caball C340 und dessen Schwestermodell Nissan Clipper C340 verwandt, bot der Cabstar/Caball eine Nutzlast von 1–1,5 Tonnen, der Caball bzw. Clipper 2–4 Tonnen Nutzlast. 1981 führte dies dazu, dass Nissan nach der technischen Vereinheitlichung seines unteren Nutzfahrzeugbereiches im Jahre 1976 nun alle Leicht-Lkw-Modellreihen fortan durch nur noch ein Modell, den Nissan Atlas ersetzte. Durch die Übernahme von Ebro in Spanien wurde auch eine lokale Produktion des Atlas für Europa möglich, welche 1982 begann. Hierfür behielt Nissan auch den bereits bekannten Nutzfahrzeugnamen Datsun Cabstar. Durch die Übernahme von Ebro gelangte auch die ähnliche, aber technisch rückständige Ebro F-Serie sowie die in höherer Nutzlast startende Ebro L / M-Serie ins Vertriebsprogramm. Ebro war mehr in Südeuropa vertreten und die japanischen Automobilhersteller boten im Nutzfahrzeugbereich zumeist nur Klein-Lkw bis maximal 7,5 Tonnen Gesamtgewicht. Deswegen wurde der Cabstar in Europa zu Beginn nur mit bekannter Nutzlast bis 1 Tonne angeboten, während der Atlas bis 4 Tonnen Nutzlast erhältlich war und sich später wieder im Design zwischen kleiner und größerer Nutzlast unterschied.
Durch den Beschluss, den Vertrieb von Datsun einzustellen, wurde der Cabstar ab 1984 als Nissan vermarktet.
Neben Europa wird der Name Cabstar auch in Teilen Asiens, Südamerika und bis 2010 in Nordamerika statt Atlas oder nur für die kleinere Variante des Atlas verwendet. Während der von Nissan Motor Ibérica gebaute Cabstar neben Europa auch in den Naher Osten und als Samsung SV110 nach Südkorea exportiert wird, wird der Cabstar auch in Mexiko für Südamerika gebaut und teilweise nach Asien geliefert. Bis 2010 wurde hier auch der Atlas mit höherer Nutzlast als Cabstar für den nordamerikanischen Markt produziert.
Als Ergänzung zum Cabstar im europäischen Nutzfahrzeugprogramm kam ab 1990 die auf der Ebro L / M Serie basierende Nissan L / M Serie bzw. später als Nissan Eco-T und überarbeitet ab 2000 als Nissan Atleon, auf die jeweiligen Märkte.
Durch den Zusammenschluss von Renault und Nissan zu Renault-Nissan wurde der Cabstar ab 2007 mittels Badge-Engineering auch als Renault Maxity produziert.
2014 ersetzt der Nissan NT300/400 in Europa den Cabstar und den Renault Maxity.

## Datsun Cabstar F22 (1982–1984) / Nissan Cabstar F22 (1984–1992)

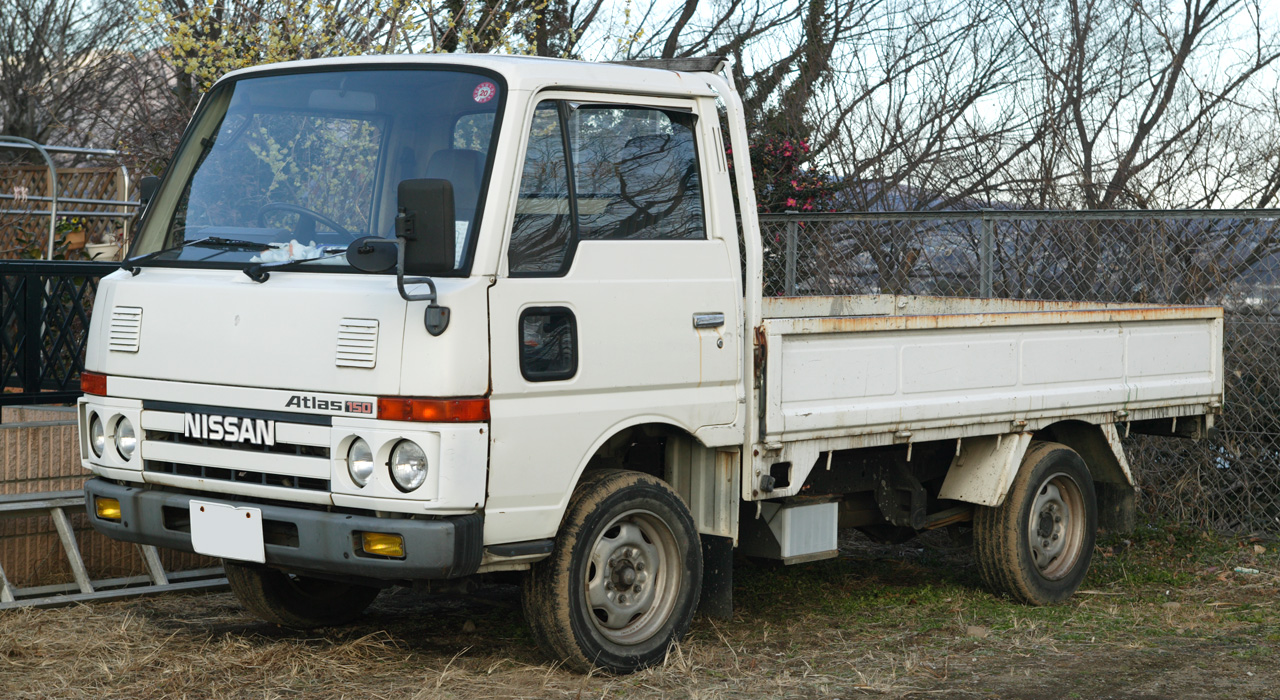
Nissan Atlas 150 F22 Erste Version (baugleich mit Cabstar F22)

Der Datsun Cabstar F22 startete im Februar 1982 auf dem Heimatmarkt als Nissan Atlas 100/150 mit 1 oder 1,5 Tonnen Nutzlast.
Neben dem Ottomotor Typ Z16 und Z20, waren die Dieselmotoren SD23, SD25 und SD33 erhältlich. Die Karosserie stammte weitgehend vom Nissan Homy der 2. Generation und ähnelte dem Datsun Urvan. Parallel zu diesem entfielen 1983 die vorderen Blickfenster in den Vordertüren und in Japan erschien ein größeres Nissan Markenlogo.
Diese Überarbeitungen erhielt auch der europäische Cabstar ab 1984, als der Name von Datsun zu Nissan geändert wurde.
Anders als in Japan gab es in Europa zum Start des Cabstar 1982 nur den Z20 1952 cm³ Ottomotor mit 60 kW (82 PS) und den SD25 2488 cm³ Dieselmotor in der 53 kW (72 PS)–Variante. Ab 1983 war auch der SD33 3298 cm³ Dieselmotor mit 71 kW (96 PS) erhältlich und der SD25 auch mit 59 kW (80 PS) verfügbar.
Ab Oktober 1986 kamen der TD27 2663 cm³ 66 kW (90 PS) und der TD23 2289 cm³ mit 50 kW (68 PS) Turbodiesel beim Cabstar ins Angebot, ebenso wie der Z22 2188 cm³ Ottomotor mit 71kW (97 PS). Gleichzeitig stieg die Leistung beim Z20 2,0 L Ottomotor auf 64 kW (87 PS) und der überarbeitete Z16 1595 cm³ Ottomotor mit Saugrohreinspritzung und 62 kW (84 PS) wurde zusätzlich eingeführt.
Der Cabstar war nun auch wie der Atlas mit Allradantrieb, zuerst nur mit den Ottomotoren, erhältlich. Ab Ende 1987 war Allradantrieb auch in Verbindung mit den TD Motoren verfügbar.
Eine geringfügig im Innenraum überarbeitete Version mit serienmäßigem Antiblockiersystem und 1,5 Tonnen Nutzlast kam 1990 als CabstarE ins Programm, während der SD25 mit 53 kW (72 PS) und der SD33 aus dem Programm fielen.

## Nissan Cabstar F23 (1992–2011)
Der Cabstar F23 startete 1992 in Europa mit dem 2283 cm³ TD23 55 kW (75 PS) und dem 2663 cm³ TD27 66 kW (90 PS)–Turbodieselmotoren. Die Nutzlast betrug wahlweise 1 oder 1,5 Tonnen.
1995 wurde der TD23 durch den TD25 2470 cm³ 60 kW (82 PS)–Turbodiesel ersetzt. Gleichzeitig wurde das Design des Kühlergrill geändert.
1997 wurde der BD30TI 2953 cm³ Direkteinspritzungs - Dieselmotor mit 78 kW (106 PS) oder 88 kW (120 PS) eingeführt.

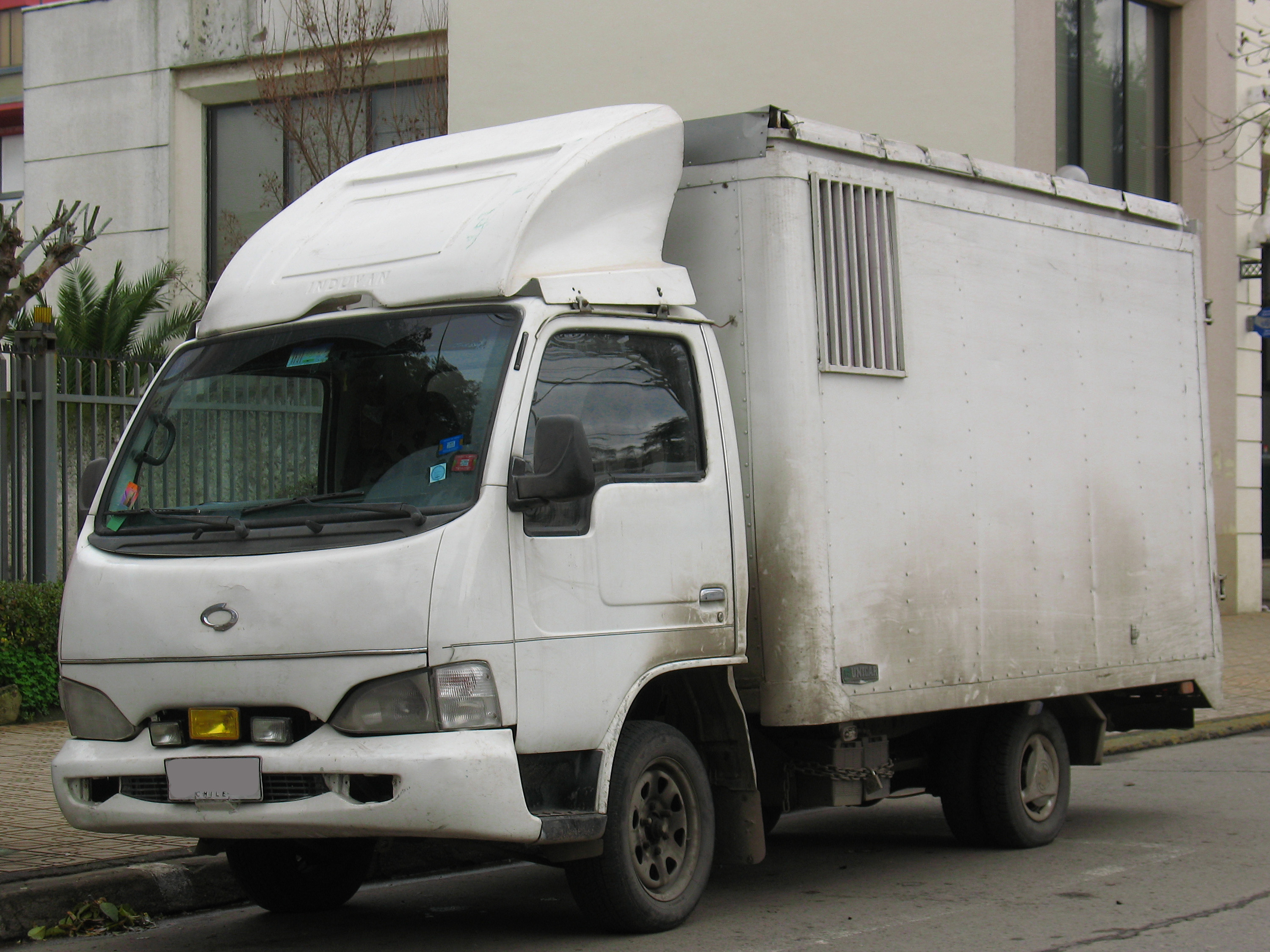
Samsung SV110

Zwischen 1998 und 2000 wurde von Samsung Commercial Vehicle Co. als Schwestermodell der Samsung SV110 hergestellt.
1999 erfolgten geringfügige Überarbeitungen beim Kühlergrill und Stoßfänger des Cabstar sowie Designänderungen im Innenbereich. Optional war nun ein Fahrerairbag erhältlich. Darüber hinaus wurde weitere Nutzlastvarianten mit 1,3 Tonnen und 2 Tonnen eingeführt.
Im August 2002 wurde der TD 25 aus dem Programm genommen. Neben bereits serienmäßigen elektrischen Fensterhebern und Drehzahlmesser wurde die Ausstattung um eine Zentralverriegelung und serienmäßigem Fahrerairbag aufgewertet. Beifahrerairbag war als Option möglich.
2004 erfolgten noch kleinere technische Verbesserungen.

## Nissan Cabstar F24, Renault Maxity (2007–2013)
Der Cabstar F24 wurde ab 2007 auch als Renault Maxity gebaut und war in Versionen mit 2,8 bis 4,5 Tonnen Gesamtgewicht erhältlich. Zwei Dieselmotorvarianten mit Common-Rail-Einspritzung waren erhältlich, ein 2,5-Liter-Renault-Motor mit 81 kW (110 PS) bis 100 kW (136 PS) und ein 3,0-Liter-Nissan-Motor mit einer Leistung von 96 kW (130 PS) bis 110 kW (150 PS). Alle waren mit einem Fünfgang- oder Sechsgang-Schaltgetriebe ausgestattet und mit Einzel- oder Doppelkabine erhältlich. Aufbauten ab Werk waren Pritschenwagen oder Kipperfahrzeug, zudem bot Nissan-Renault diverse Aufbauten verschiedener Zulieferer.
Die ursprünglich von Nissan entwickelte Elektromotor-Variante des Cabstars wurde in Europa ab 2012 als Renault Maxity Electric vertrieben. Hierbei leistete der Elektromotor 47 kW mit einem max. Drehmoment von 270 Nm. Die Lithium-Ionen-Batterie hatte 40 kWh Kapazität und eine Ladezeit von 7 Stunden. Die Reichweite betrug laut Renault 100 km, bei einem Test der Zeitschrift Eurotransport wurden 120 km mit einer Nutzlast von 2120 kg erreicht, bei zulässigem Gesamtgewicht von 4.500 kg.
In Asien wird das Modell als Nissan e-NT400 vertrieben.
Der Cabstar F24 wird seit 2014 durch den Nissan NT400 ersetzt, welchen es auch wieder mittels Badge-Engineering als Renault-Variante gibt.

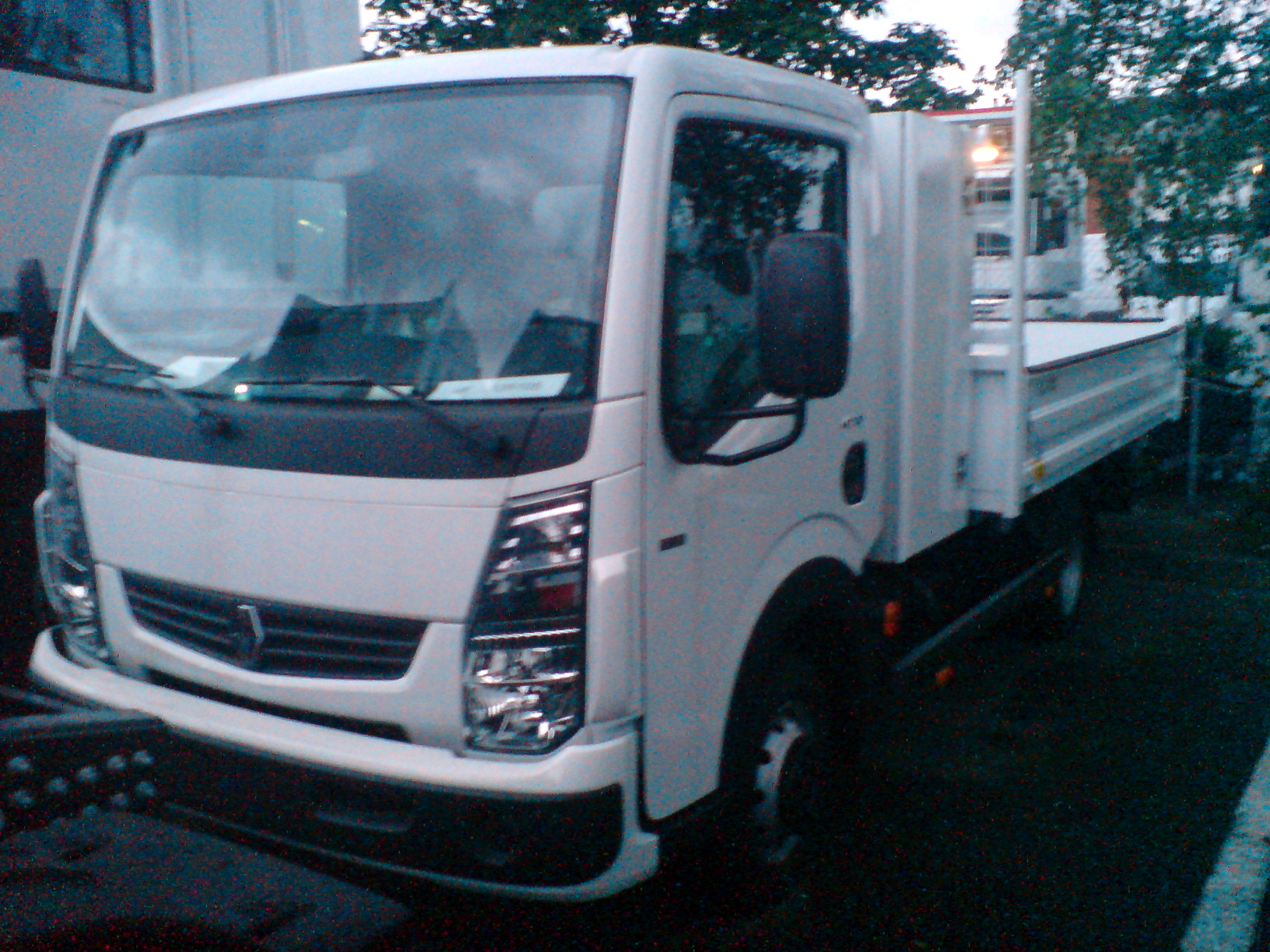
Renault Maxity
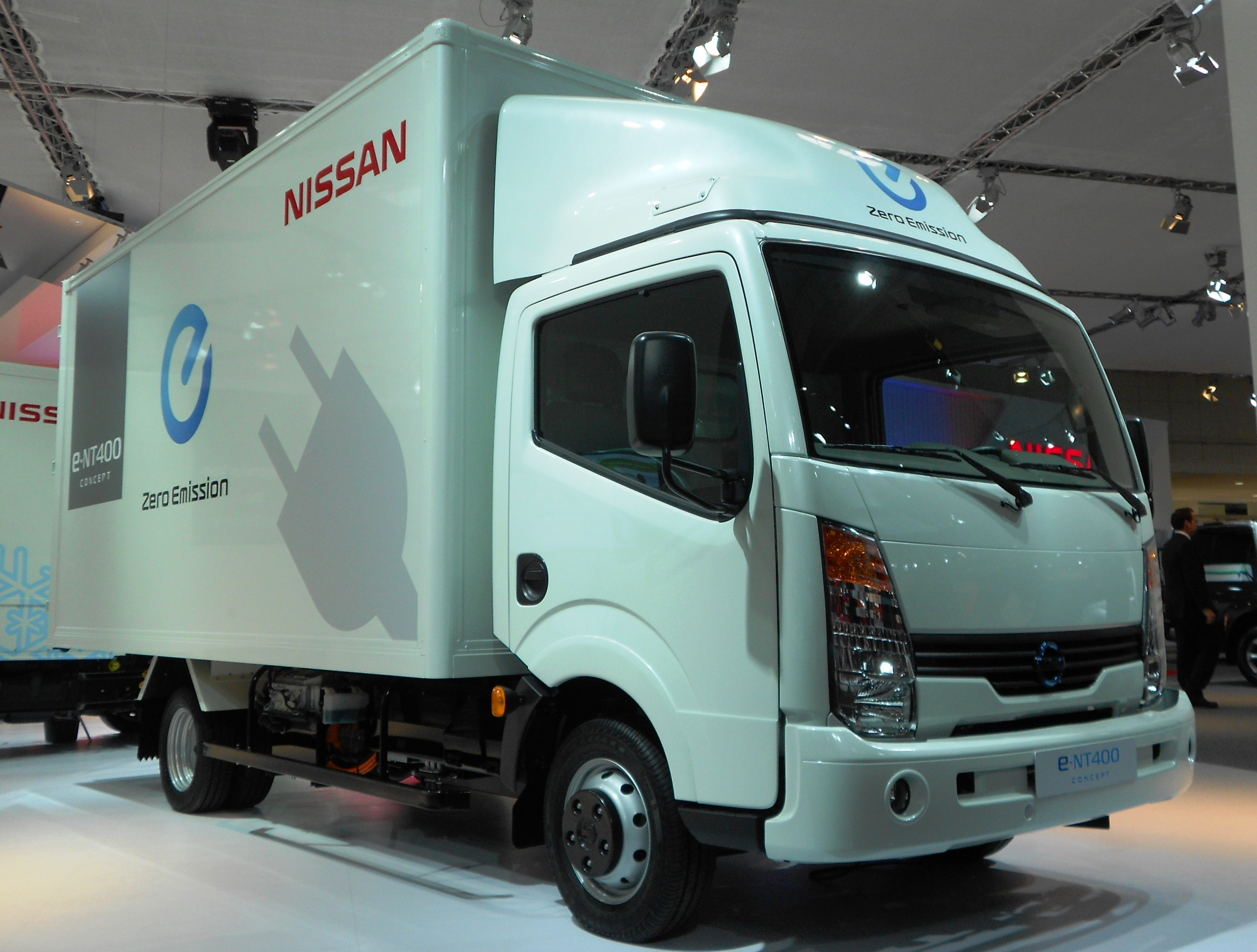
Nissan e-NT400